# Список країн за базовою кредитною ставкою у комерційних банках
Це список країн за простими середньорічними процентними ставками у комерційних банках, для оцінки використовувались нові кредити, виражені у національній валюті, для їх найбільш кредитоспроможних клієнтів. Ці дані узяті з Всесвітньої книги фактів ЦРУ. 
| Місце | Країна                           | Базова кредитна ставка комерційних банків | Дата                          |
| ----- | -------------------------------- | ----------------------------------------- | ----------------------------- |
| 1     | Мадагаскар                       | 60.00                                     | 31 Грудень 2015 оціночні дані |
| 2     | Малаві                           | 44.90                                     | 31 Грудень 2015 оціночні дані |
| 3     | Бразилія                         | 43.96                                     | 31 Грудень 2015 оціночні дані |
| 4     | Гамбія                           | 30.00                                     | 31 Грудень 2015 оціночні дані |
| 5     | Гана                             | 28.60                                     | 31 Грудень 2015 оціночні дані |
| 6     | Сирія                            | 27.00                                     | 31 Грудень 2015 оціночні дані |
| 7     | Таджикистан                      | 25.84                                     | 31 Грудень 2015 оціночні дані |
| 8     | Сан-Томе і Принсіпі              | 25.50                                     | 31 Грудень 2014 оціночні дані |
| 9     | Ємен                             | 25.00                                     | 31 Грудень 2015 оціночні дані |
| 10    | Аргентина                        | 24.92                                     | 31 Грудень 2015 оціночні дані |
| 11    | Киргизстан                       | 24.20                                     | 31 Грудень 2015 оціночні дані |
| 12    | Гвінея                           | 23.00                                     | 31 Грудень 2015 оціночні дані |
| 13    | Уганда                           | 22.60                                     | 31 Грудень 2015 оціночні дані |
| 14    | Україна                          | 21.82                                     | 31 Грудень 2015 оціночні дані |
| 15    | Гондурас                         | 20.66                                     | 31 Грудень 2015 оціночні дані |
| 16    | Парагвай                         | 19.74                                     | 31 Грудень 2015 оціночні дані |
| 17    | Монголія                         | 19.56                                     | 31 Грудень 2015 оціночні дані |
| 18    | Венесуела                        | 19.40                                     | 31 Грудень 2015 оціночні дані |
| 19    | ДР Конго                         | 19.37                                     | 31 Грудень 2015 оціночні дані |
| 20    | Сьєрра-Леоне                     | 18.78                                     | 31 Грудень 2015 оціночні дані |
| 21    | Лаос                             | 18.20                                     | 31 Грудень 2015 оціночні дані |
| 22    | Білорусь                         | 18.08                                     | 31 Грудень 2015 оціночні дані |
| 23    | Зімбабве                         | 18.00                                     | 31 Грудень 2015 оціночні дані |
| 24    | Вірменія                         | 17.59                                     | 31 Грудень 2015 оціночні дані |
| 25    | Руанда                           | 17.33                                     | 31 Грудень 2015 оціночні дані |
| 26    | Мавританія                       | 17.00                                     | 31 Грудень 2015 оціночні дані |
| 27    | Ямайка                           | 16.98                                     | 31 Грудень 2015 оціночні дані |
| 28    | Ангола                           | 16.88                                     | 31 Грудень 2015 оціночні дані |
| 29    | Нігерія                          | 28.50                                     | 31 Липень 2017 оціночні дані  |
| 30    | Танзанія                         | 16.10                                     | 31 Грудень 2015 оціночні дані |
| 31    | Перу                             | 16.10                                     | 31 Грудень 2015 оціночні дані |
| 32    | Кенія                            | 16.09                                     | 31 Грудень 2015 оціночні дані |
| 33    | Уругвай                          | 15.84                                     | 31 Грудень 2015 оціночні дані |
| 34    | Росія                            | 15.73                                     | 31 Грудень 2015 оціночні дані |
| 35    | Чад                              | 15.50                                     | 31 Грудень 2015 оціночні дані |
| 36    | Центральноафриканська Республіка | 15.50                                     | 31 Грудень 2015 оціночні дані |
| 37    | Габон                            | 15.30                                     | 31 Грудень 2015 оціночні дані |
| 38    | Афганістан                       | 15.00                                     | 31 Грудень 2015 оціночні дані |
| 39    | Гвінея-Бісау                     | 15.00                                     | 31 Грудень 2015 оціночні дані |
| 40    | Домініканська Республіка         | 14.88                                     | 31 Грудень 2015 оціночні дані |
| 41    | Мозамбік                         | 14.87                                     | 31 Грудень 2015 оціночні дані |
| 42    | Бурунді                          | 15.00                                     | 31 Грудень 2014 оціночні дані |
| 43    | Республіка Конго                 | 14.80                                     | 31 Грудень 2015 оціночні дані |
| 44    | Сенегал                          | 14.30                                     | 31 Грудень 2015 оціночні дані |
| 45    | Федеративні Штати Мікронезії     | 14.35                                     | 31 Грудень 2014 оціночні дані |
| 46    | Коста-Рика                       | 14.24                                     | 31 Грудень 2015 оціночні дані |
| 47    | Іран                             | 14.20                                     | 31 Грудень 2015 оціночні дані |
| 48    | Молдова                          | 14.20                                     | 31 Грудень 2015 оціночні дані |
| 49    | Екваторіальна Гвінея             | 14.00                                     | 31 Грудень 2015 оціночні дані |
| 50    | Азербайджан                      | 13.86                                     | 31 Грудень 2015 оціночні дані |
| 51    | Бутан                            | 13.75                                     | 31 Грудень 2014 оціночні дані |
| 52    | Туреччина                        | 13.66                                     | 31 Грудень 2015 оціночні дані |
| 53    | Ліберія                          | 13.61                                     | 31 Грудень 2015 оціночні дані |
| 54    | Східний Тимор                    | 13.50                                     | 31 Грудень 2015 оціночні дані |
| 55    | Замбія                           | 13.25                                     | 31 Грудень 2014 оціночні дані |
| 56    | Гватемала                        | 13.23                                     | 31 Грудень 2015 оціночні дані |
| 57    | М'янма                           | 13.00                                     | 31 Грудень 2015 оціночні дані |
| 58    | Камерун                          | 13.00                                     | 31 Грудень 2015 оціночні дані |
| 59    | Гаїті                            | 12.90                                     | 31 Грудень 2015 оціночні дані |
| 60    | Гаяна                            | 12.83                                     | 31 Грудень 2015 оціночні дані |
| 61    | Косово                           | 12.80                                     | 31 Червень 2013 оціночні дані |
| 62    | Індонезія                        | 12.66                                     | 31 Грудень 2015 оціночні дані |
| 63    | Суринам                          | 12.62                                     | 31 Грудень 2015 оціночні дані |
| 64    | Грузія                           | 12.49                                     | 31 Грудень 2015 оціночні дані |
| 65    | Узбекистан                       | 12.44                                     | 31 Грудень 2013 оціночні дані |
| 66    | Сейшельські Острови              | 12.36                                     | 31 Грудень 2015 оціночні дані |
| 67    | Нікарагуа                        | 12.05                                     | 31 Грудень 2015 оціночні дані |
| 68    | Бангладеш                        | 11.71                                     | 31 Грудень 2015 оціночні дані |
| 69    | Камбоджа                         | 11.71                                     | 31 Грудень 2015 оціночні дані |
| 70    | Єгипет                           | 11.63                                     | 31 Грудень 2015 оціночні дані |
| 71    | Джибуті                          | 11.62                                     | 31 Грудень 2015 оціночні дані |
| 72    | Шрі-Ланка                        | 11.50                                     | 31 Грудень 2014 оціночні дані |
| 73    | Ефіопія                          | 11.50                                     | 31 Грудень 2015 оціночні дані |
| 74    | Колумбія                         | 11.45                                     | 31 Грудень 2015 оціночні дані |
| 75    | Сербія                           | 11.00                                     | 31 Грудень 2015 оціночні дані |
| 76    | Тувалу                           | 10.60                                     | 31 Грудень 2015 оціночні дані |
| 77    | Лесото                           | 10.59                                     | 31 Грудень 2015 оціночні дані |
| 78    | Коморські Острови                | 10.50                                     | 31 Грудень 2015 оціночні дані |
| 79    | Мальдіви                         | 10.50                                     | 31 Грудень 2012 оціночні дані |
| 80    | Соломонові Острови               | 10.48                                     | 31 Грудень 2015 оціночні дані |
| 81    | Кабо-Верде                       | 10.41                                     | 31 Грудень 2015 оціночні дані |
| 82    | Беліз                            | 10.32                                     | 31 Грудень 2015 оціночні дані |
| 83    | Індія                            | 10.01                                     | 31 Грудень 2015 оціночні дані |
| 84    | Антигуа і Барбуда                | 9.80                                      | 31 Грудень 2015 оціночні дані |
| 85    | Непал                            | 9.80                                      | 31 Грудень 2015 оціночні дані |
| 86    | Болівія                          | 9.70                                      | 31 Грудень 2014 оціночні дані |
| 87    | Казахстан                        | 9.56                                      | 31 Грудень 2015 оціночні дані |
| 88    | В'єтнам                          | 9.50                                      | 31 Грудень 2014 оціночні дані |
| 89    | ПАР                              | 9.42                                      | 31 Грудень 2015 оціночні дані |
| 90    | Іспанія                          | 9.40                                      | 31 Грудень 2014 оціночні дані |
| 91    | Тонга                            | 9.40                                      | 31 Грудень 2014 оціночні дані |
| 92    | Самоа                            | 9.39                                      | 31 Грудень 2015 оціночні дані |
| 93    | Малі                             | 9.30                                      | 31 Грудень 2015 оціночні дані |
| 94    | Сент-Кіттс і Невіс               | 9.30                                      | 31 Грудень 2015 оціночні дані |
| 95    | Сент-Вінсент і Гренадини         | 9.30                                      | 31 Грудень 2015 оціночні дані |
| 96    | Чорногорія                       | 9.22                                      | 31 Грудень 2014 оціночні дані |
| 97    | Ангілья                          | 9.10                                      | 31 Грудень 2015 оціночні дані |
| 98    | Есватіні                         | 9.04                                      | 31 Грудень 2015 оціночні дані |
| 99    | Намібія                          | 9.00                                      | 31 Грудень 2014 оціночні дані |
| 100   | Ботсвана                         | 9.00                                      | 31 Грудень 2014 оціночні дані |
| 101   | Гренада                          | 8.96                                      | 31 Грудень 2015 оціночні дані |
| 102   | Сент-Люсія                       | 8.86                                      | 31 Грудень 2015 оціночні дані |
| 103   | Папуа Нова Гвінея                | 8.73                                      | 31 Грудень 2015 оціночні дані |
| 104   | Албанія                          | 8.70                                      | 31 Грудень 2015 оціночні дані |
| 105   | Домініка                         | 8.70                                      | 31 Грудень 2015 оціночні дані |
| 106   | Маврикій                         | 8.50                                      | 31 Грудень 2015 оціночні дані |
| 107   | Румунія                          | 8.50                                      | 31 Грудень 2014 оціночні дані |
| 108   | Хорватія                         | 8.50                                      | 31 Грудень 2014 оціночні дані |
| 109   | Болгарія                         | 8.40                                      | 31 Грудень 2014 оціночні дані |
| 110   | Пакистан                         | 8.37                                      | 31 Грудень 2015 оціночні дані |
| 111   | Еквадор                          | 8.33                                      | 31 Грудень 2015 оціночні дані |
| 112   | Аруба                            | 8.25                                      | 31 Грудень 2015 оціночні дані |
| 113   | Йорданія                         | 8.24                                      | 31 Грудень 2015 оціночні дані |
| 114   | Ісландія                         | 8.20                                      | 31 Грудень 2014 оціночні дані |
| 115   | Північна Македонія               | 8.20                                      | 31 Грудень 2014 оціночні дані |
| 116   | Барбадос                         | 8.10                                      | 31 Грудень 2015 оціночні дані |
| 117   | Чилі                             | 8.10                                      | 31 Грудень 2014 оціночні дані |
| 118   | Монтсеррат                       | 9.00                                      | 31 Грудень 2014 оціночні дані |
| 119   | Алжир                            | 8.00                                      | 31 Грудень 2014 оціночні дані |
| 120   | Тринідад і Тобаго                | 7.80                                      | 31 Грудень 2014 оціночні дані |
| 121   | Туніс                            | 7.31                                      | 31 Грудень 2014 оціночні дані |
| 122   | Ліван                            | 7.20                                      | 31 Грудень 2014 оціночні дані |
| 123   | Палестина                        | 6.80                                      | 31 Грудень 2015 оціночні дані |
| 124   | Таїланд                          | 6.80                                      | 31 Грудень 2014 оціночні дані |
| 125   | Бахрейн                          | 6.80                                      | 31 Грудень 2014 оціночні дані |
| 126   | Саудівська Аравія                | 6.80                                      | 31 Грудень 2014 оціночні дані |
| 127   | Панама                           | 6.60                                      | 31 Грудень 2014 оціночні дані |
| 128   | Греція                           | 6.60                                      | 31 Грудень 2014 оціночні дані |
| 129   | Польща                           | 6.30                                      | 31 Грудень 2014 оціночні дані |
| 130   | Кіпр                             | 6.10                                      | 31 Грудень 2014 оціночні дані |
| 131   | Нова Зеландія                    | 6.10                                      | 31 Грудень 2014 оціночні дані |
| 132   | КНР                              | 6.00                                      | 31 Грудень 2014 оціночні дані |
| 133   | Латвія                           | 6.00                                      | 31 Грудень 2014 оціночні дані |
| 134   | Австралія                        | 6.00                                      | 31 Грудень 2014 оціночні дані |
| 135   | Ірак                             | 6.00                                      | 31 Грудень 2014 оціночні дані |
| 136   | Сальвадор                        | 6.00                                      | 31 Грудень 2014 оціночні дані |
| 137   | Марокко                          | 6.00                                      | 31 Грудень 2015 оціночні дані |
| 138   | Сан-Марино                       | 5.92                                      | 31 Грудень 2014 оціночні дані |
| 139   | Європейський Союз                | 5.90                                      | 31 Грудень 2014 оціночні дані |
| 140   | Філіппіни                        | 5.90                                      | 31 Грудень 2014 оціночні дані |
| 141   | Фіджі                            | 5.90                                      | 31 Грудень 2014 оціночні дані |
| 142   | Боснія і Герцеговина             | 5.79                                      | 31 Грудень 2015 оціночні дані |
| 143   | Лівія                            | 5.60                                      | 31 Грудень 2014 оціночні дані |
| 144   | Багамські Острови                | 5.50                                      | 31 Грудень 2014 оціночні дані |
| 145   | Бруней                           | 5.50                                      | 31 Грудень 2014 оціночні дані |
| 146   | Португалія                       | 5.50                                      | 31 Грудень 2014 оціночні дані |
| 147   | Вануату                          | 5.50                                      | 31 Грудень 2014 оціночні дані |
| 148   | Сінгапур                         | 5.40                                      | 31 Грудень 2014 оціночні дані |
| 149   | Макао                            | 5.30                                      | 31 Грудень 2014 оціночні дані |
| 150   | Литва                            | 5.30                                      | 31 Грудень 2014 оціночні дані |
| 151   | Словенія                         | 5.20                                      | 31 Грудень 2014 оціночні дані |
| 152   | Естонія                          | 5.10                                      | 31 Грудень 2014 оціночні дані |
| 153   | Італія                           | 5.10                                      | 31 Грудень 2014 оціночні дані |
| 154   | Гонконг                          | 5.00                                      | 31 Грудень 2014 оціночні дані |
| 155   | Кувейт                           | 5.00                                      | 31 Грудень 2014 оціночні дані |
| 156   | Угорщина                         | 4.80                                      | 31 Грудень 2014 оціночні дані |
| 157   | Оман                             | 4.76                                      | 31 Грудень 2015 оціночні дані |
| 158   | Чехія                            | 4.70                                      | 31 Грудень 2014 оціночні дані |
| 159   | Катар                            | 4.50                                      | 31 Грудень 2014 оціночні дані |
| 160   | Південна Корея                   | 4.50                                      | 31 Грудень 2014 оціночні дані |
| 161   | Малайзія                         | 4.50                                      | 31 Грудень 2014 оціночні дані |
| 162   | Велика Британія                  | 4.40                                      | 31 Грудень 2014 оціночні дані |
| 163   | Мексика                          | 4.00                                      | 31 Грудень 2014 оціночні дані |
| 164   | Мальта                           | 4.00                                      | 31 Грудень 2014 оціночні дані |
| 165   | Данія                            | 3.90                                      | 31 Грудень 2014 оціночні дані |
| 166   | Кот-д'Івуар                      | 3.50                                      | 31 Грудень 2014 оціночні дані |
| 167   | Нігер                            | 3.50                                      | 31 Грудень 2014 оціночні дані |
| 168   | Бельгія                          | 3.50                                      | 31 Грудень 2014 оціночні дані |
| 169   | США                              | 3.30                                      | 31 Грудень 2014 оціночні дані |
| 170   | Ірландія                         | 3.30                                      | 31 Грудень 2014 оціночні дані |
| 171   | Ізраїль                          | 3.30                                      | 31 Грудень 2014 оціночні дані |
| 172   | Пуерто-Рико                      | 3.30                                      | 31 Грудень 2014 оціночні дані |
| 173   | Словаччина                       | 3.20                                      | 31 Грудень 2014 оціночні дані |
| 174   | Канада                           | 3.00                                      | 31 Грудень 2014 оціночні дані |
| 175   | Республіка Китай                 | 2.90                                      | 31 Грудень 2014 оціночні дані |
| 176   | Швеція                           | 2.80                                      | 31 Грудень 2014 оціночні дані |
| 177   | Франція                          | 2.80                                      | 31 Грудень 2014 оціночні дані |
| 178   | Швейцарія                        | 2.70                                      | 31 Грудень 2014 оціночні дані |
| 179   | Німеччина                        | 2.60                                      | 31 Грудень 2014 оціночні дані |
| 180   | Норвегія                         | 2.50                                      | 31 Грудень 2014 оціночні дані |
| 181   | Нідерланди                       | 2.30                                      | 31 Грудень 2014 оціночні дані |
| 182   | Австрія                          | 2.10                                      | 31 Грудень 2014 оціночні дані |
| 183   | Фінляндія                        | 2.00                                      | 31 Грудень 2014 оціночні дані |
| 184   | Японія                           | 1.50                                      | 31 Грудень 2014 оціночні дані |